# Wioślakowate

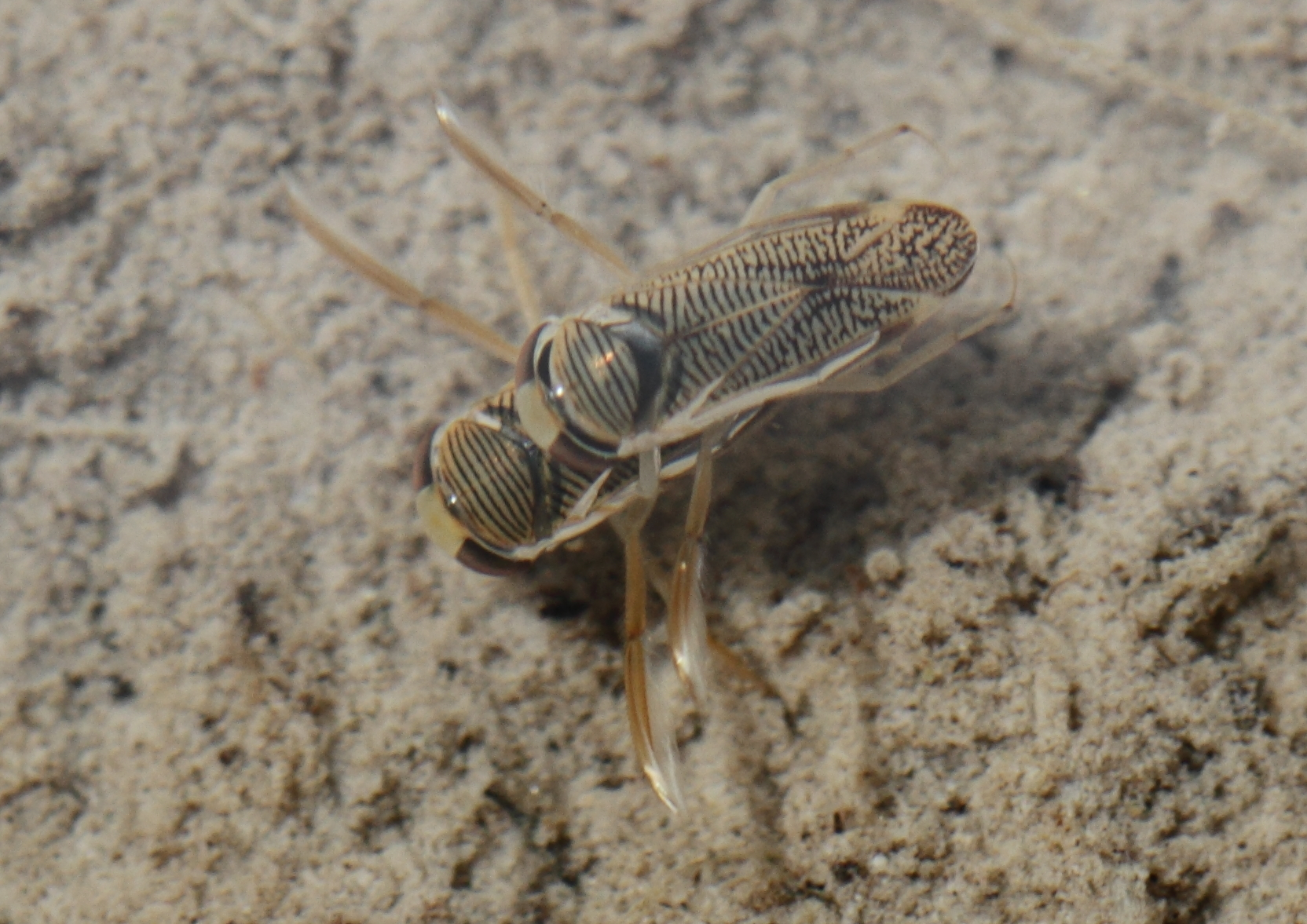
Sigara striata

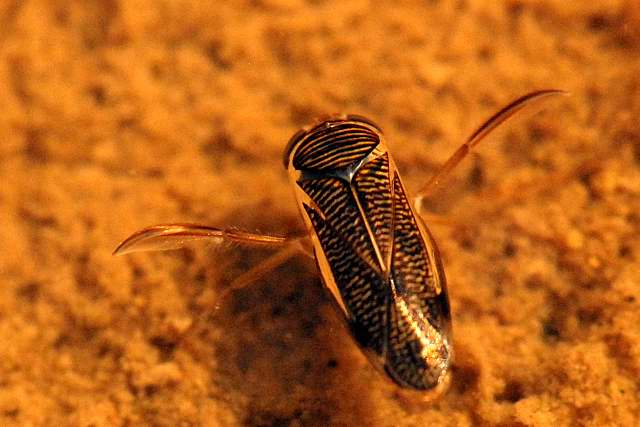
Hesperocorixa castanea

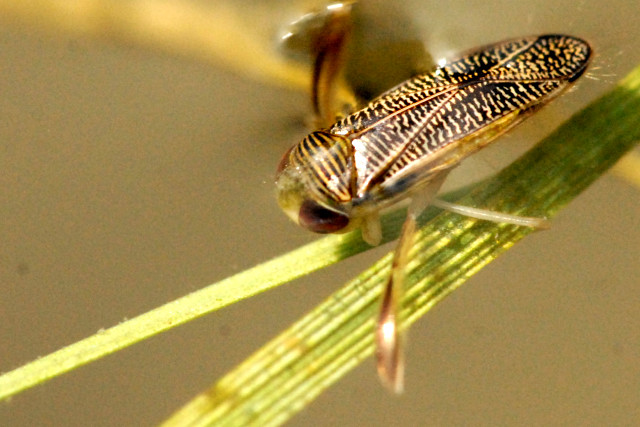
Sigara scotti

Wioślakowate (Corixidae) – rodzina owadów z podrzędu pluskwiaków różnoskrzydłych, jedyna z monotypowej nadrodziny Corixoidea.
Są to pluskwiaki wodne żyjące w wodach słodkich. Znanych jest ponad 600 gatunków wioślaków. Samce wioślakowatych wydają niekiedy dźwięki o głośności 99,2 dB przypominające ćwierkanie (99% mocy dźwięku jest tłumione przez wodę). Wioślakowate bywają w związku z tym nazywane cykadami wodnymi.
Owady z rodziny wioślakowatych mierzą od kilku do kilkunastu milimetrów długości. Tułów mają wydłużony, lekko spłaszczony. Tylna para nóg jest spłaszczona. Przednie nogi służą do poszukiwania pożywienia w dnie. Większość wioślakowatych żywi się roślinami, sokami roślin i glonami, nieliczne są drapieżne. Pod wodą wioślakowate oddychają powietrzem zmagazynowanym pod pokrywami skrzydłowymi.

## Opis
Ciało tych pluskwiaków osiąga od 2,5 do 15 mm długości, jest spłaszczone grzbietowo-brzusznie, eliptyczne w obrysie, wyposażone w szeroką, ruchliwą hipognatyczną głowę. Na głowie znajdują się trój- lub czteroczłonowe czułki, bardzo duże oczy o trójkątnym obrysie, a u Diaprepocorinae także przyoczka. Kłujka odmienna niż u pozostałych Heteroptera: nieczłonowa, nieruchomo zrośnięta z głową, zwężona ku szczytowi, wyposażona w żuwaczki i asymetryczne szczęki, ukryte w jej wnętrzu. Przednie odnóża zmodyfikowane celem pozyskiwania pokarmu: krótkie, zakończone jednoczłonową, czasem zlaną z goleniem stopą, zazwyczaj przekształconą w łyżeczkowatą palę porośniętą długimi szczecinkami. Środkowe odnóża smukłe i zakończone długimi pazurkami, służącymi do zakotwiczania. Tylna para odnóży pływna, wiosłowata, opatrzona dwuczłonową, spłaszczoną stopą z włoskami pławnymi. Półpokrywy pozbawione użyłkowania. U dorosłych obecne gruczoły zapachowe na zatułowiu, u larw między tergitami odwłoka. Gatunki wydające dźwięki robią to za pomocą pólka kołeczków na przednim udzie i płata szczękowego.

## Występowanie
Takson kosmopolityczny. Zasiedlają szerokie spektrum wód słodkich, a niektóre spotykane są również w wodach słonawych. Niekiedy tworzą dwu- lub kilkugatunkowe zgrupowania o składzie w pewnym stopniu charakterystycznym dla typu zbiorników wodnych. W Polsce stwierdzono 35 gatunków (zobacz: wioślakowate Polski).

## Systematyka
Najliczniejsza w gatunki rodzina pluskwiaków wodnych. Są na tyle odmienne od innych rodzin, że w C. Börner umieścił je nawet we własnym podrzędzie Sandaliorrhyncha. Obecnie umieszcza się je we własnej nadrodzinie w obrębie infrarzędu Nepomorpha. Według rezultatów molekularno-morfologicznej analizy filogenetycznej infrarzędu opublikowanej przez Hebsgaarda i współpracowników w 2004 roku wioślakowate zajmują pozycję siostrzaną względem kladu obejmującego Ochteroidea, Naucoroidea, Notonectoidea i Pleoidea. Wyniki badań filogenetycznych mtDNA przeprowadzonych przez Hua J. i innych w 2009 jak i drzewo osiągnięte metodą największej parsymonii w badaniach kladystycznych aparatów gębowych, przeprowadzonych przez J. Brożek wskazują, że Corixoidea zajmują w obrębie Nepomorpha pozycję bazalną.
Do wioślakowatych należą według BioLib.cz 4 podrodziny:
- Corixinae Leach, 1815
- Cymatiainae Walton, 1940
- Diaprepocorinae Lundblad
- Micronectinae Jaczewski, 1924

Starsze źródła wymieniają też Heterocorixinae i Stenocorixinae. Z kolei niektórzy nowsi autorzy, w tym J. Brożek, wynoszą Micronectinae i Diaprepocorinae do rangi osobnych rodzin w obrębie Corixoidea.